# Ferry Welz
Ferdinand (Ferry) Maria Josef Welz, född 18 april 1915 i Wien, död 1 juni 2008 i Wien, var en österrikisk skulptör och medaljkonstnär.
Welz studerade skulptur vid Akademie der bildenden Künste Wien och fick efter avslutande studier utsmyckningsuppdrag i ett flertal städer och en tjänst som lärare i medaljkonst i Wien. Han tilldelades ett statligt stipendium 1951 som han delvis använde för en resa till Sverige 1952. Efter att han rest omkring i landet bosatte han sig i Skellefteå där han blev konstnärlig rådgivare vid Bolidens silversmedsverkstad Flavia. Under sin tid i Skellefteå utförde han några friskulpturer för olika bostadsområden i Skellefteå samt balkongsmide för Skellefteå stadshus samt några reliefer. Han återvände till Wien 1955 där han fick uppdraget att formge några av de österrikiska mynten samt en professur i medaljkonst vid Wiens konsthögskola. Welz är representerad vid museer i Wien, München och Stockholm.

## Galleri

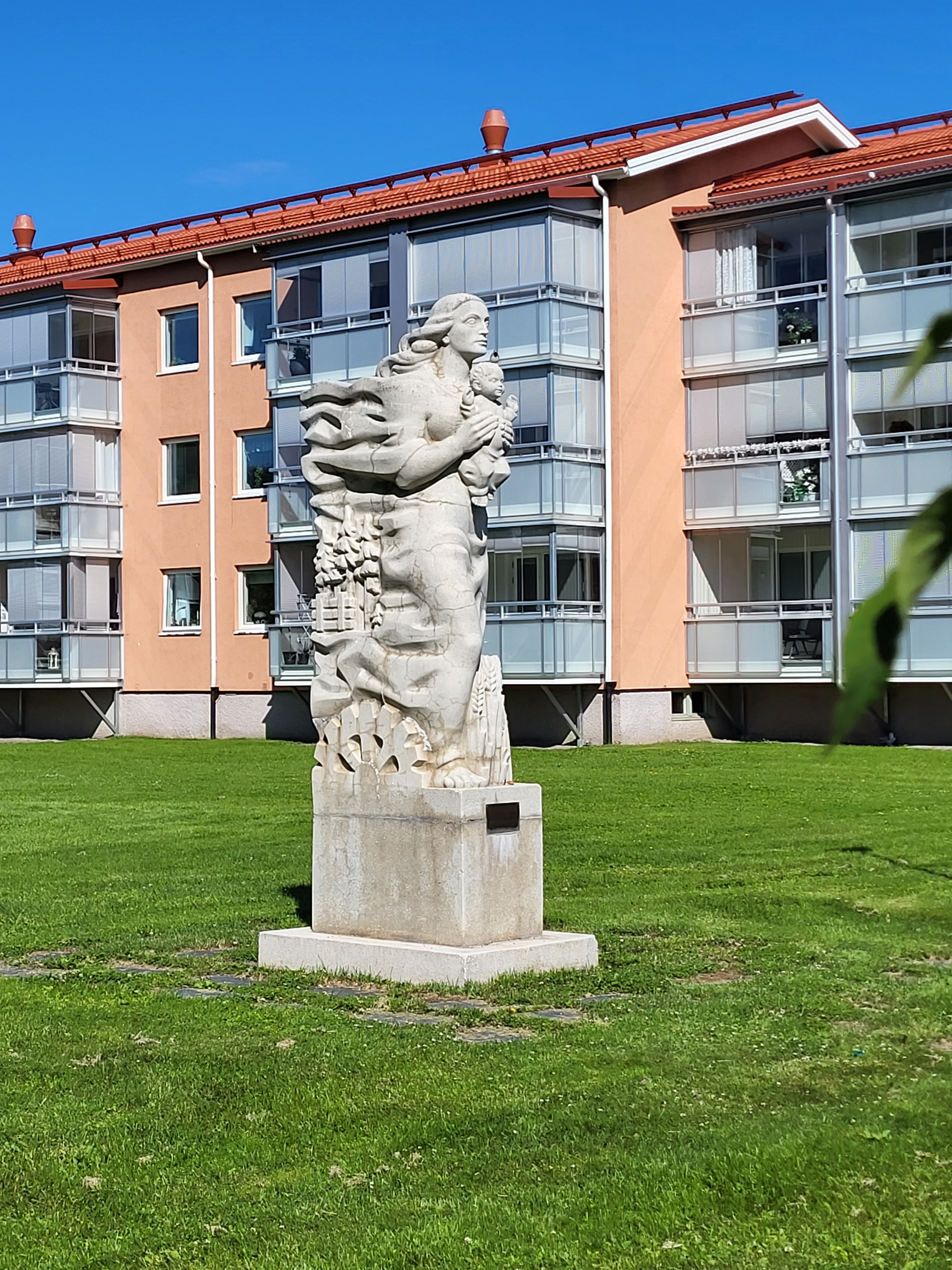
Skulpturen Västerbottenskvinna ägs av Riksbyggen och invigdes 1956. (2023).

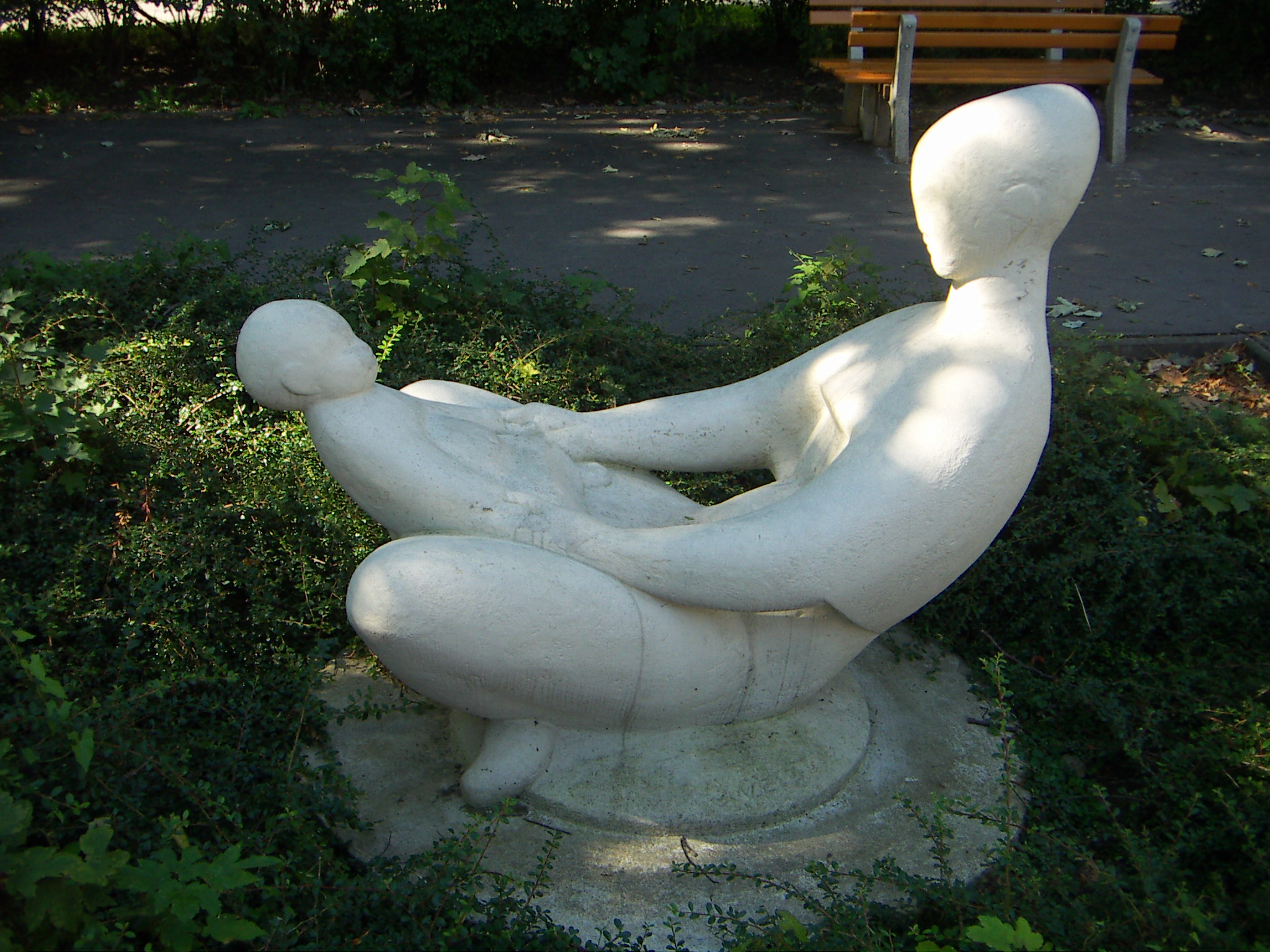
Mor med barn utförd av Ferry Welz.